# カイタイア
カイタイア（Kaitaia）は、ニュージーランド北島ノースランド地方に位置する町であり、国内最北端に位置する町である。人口は、5,871人（2018年ニュージーランド人口統計）。

## 歴史
1100年代にマオリ族の部族が現在のノースランド地方に入植し海産物、鳥類などを狩猟し生活を始める。部族は石などを材料に工芸品を制作し、部族の工芸品はニュージーランド全土へ行き渡る。1700年代後半にヨーロッパからの調査船が来航し、1800年代初頭に亜麻を収穫するためヨーロッパ人が入植する。1829年に捕鯨を目的とする船員たちが入植を始める。マオリ族の女性と結婚するヨーロッパ人が増え次第に人口と定住者が増加する

## 気候
西岸海洋性気候に属し夏季（2月）の平均気温は24.5℃、冬季（8月）の平均気温は15.7℃。7月から1月の気温は8.7℃から15.7℃。年間平均降水量は1334mm。

## 交通

### 高速道路
ニュージーランド・ステートハイウェイネットワークの最も南に位置する街であり。

### 空港
カイタイア空港からオークランド国際空港への航空路線が就航している。

### 高速バス
オークランド、ファンガレイ他から高速バスが運行されている。